# حیله‌گر

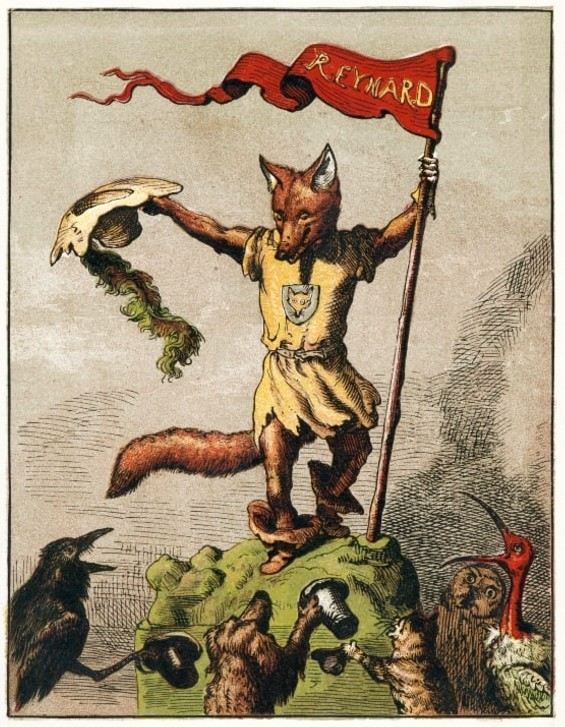
شمایل شغال روباه نما نمایش داده شده در سال ۱۸۶۹ در کتاب کودک مایکل رادنج.

حیله‌گر، حُقه‌باز یا تَرفَندباز (به انگلیسی: Trickster) در اسطوره‌شناسی و در مطالعه فولکلور و ادیان به فرد، حیوان، یا ایزدی گفته می‌شود، که برای رسیدن به اهداف خود به روش‌های غیر عادی دست می‌زند. اصطلاح حیله‌گر در زبان انگلیسی در این مفهوم احتمالاً برای نخستین بار توسط دنیل گریسن برینتون در سال ۱۸۸۵ به کار برده شد.